# Achnacarry Castle

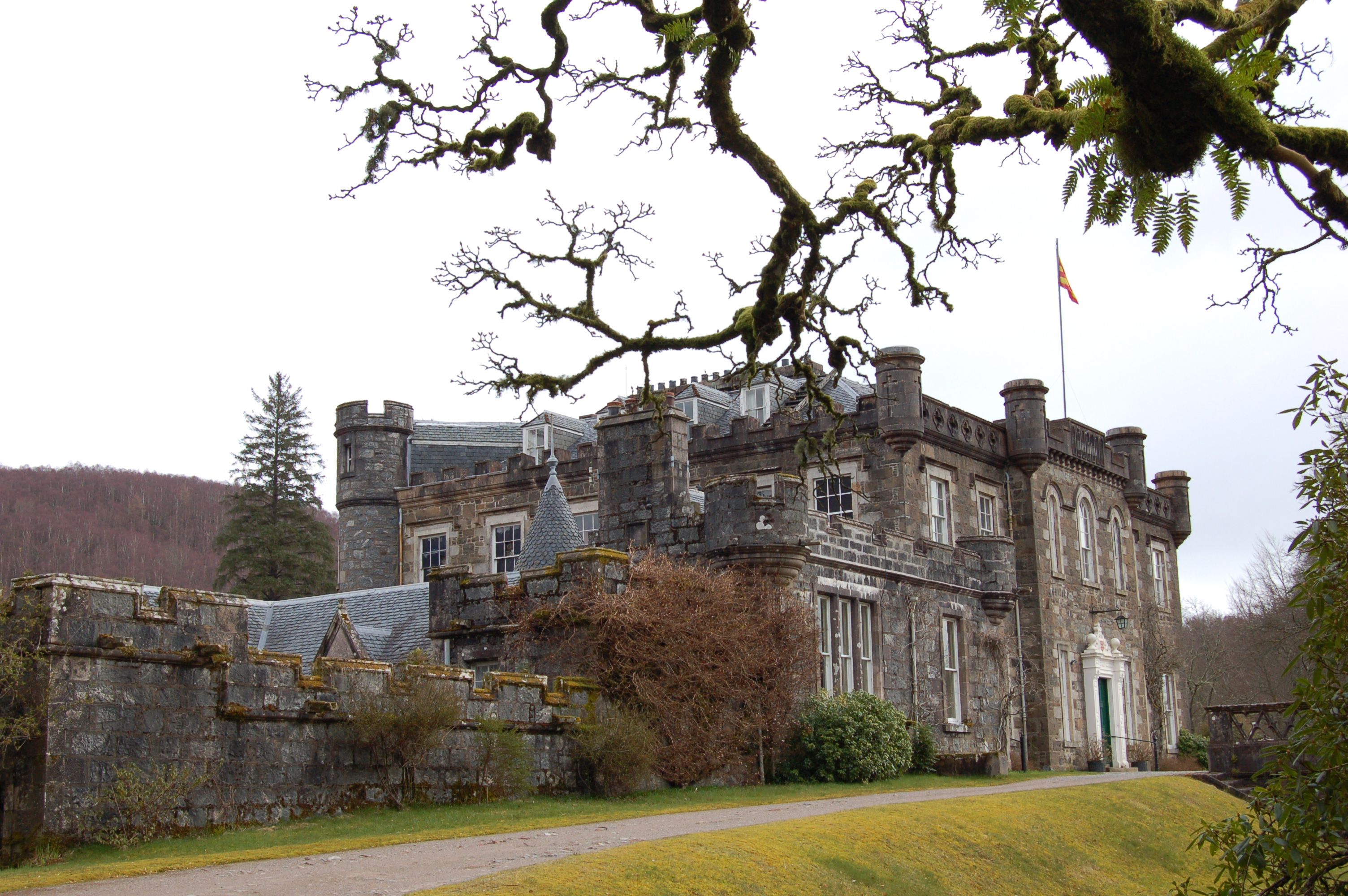
Achnacarry Castle, neu erbaut 1802

Achnacarry Castle (schottisch-gälisch Achadh na Cairidh) ist ein Landhaus in der Siedlung Achnacarry, etwa 24 km nordöstlich von Fort William an einem Ende des Loch Arkaig in der Region Lochaber in den schottischen Highlands. Die ursprüngliche Burg entstand um 1655 und wurde 1746, nach der Schlacht bei Culloden, zerstört. Ein neues Landhaus im Scottish Baronial Style baute man 1802 in der Nähe der alten Burg.

## Ursprüngliche Burg
Ewen „Eoghainn MacAilein“ Cameron, 13. Chef des Clan Cameron, ließ Anfang des 16. Jahrhunderts das sehr umstrittene Tor Castle (das auf Land des Clan Mackintosh stehen soll) bauen. Tor Castle blieb der Sitz der Camerons von Lochiel, bis es von seinen Urururenkel, Sir Ewen „Dubh“ Cameron, 17. Chef des Clans, abgerissen wurde.
Sir Ewen Cameron wollte ein „angenehmeres“ Haus, das weiter vom Clan Macintosh, Clan Campbell und Oliver Cromwells Garnison in Inverlochy Castle entfernt lag. Er ließ um 1655 Achnacarry Castle in einer strategisch günstigen Lage an der Enge zwischen Loch Lochy und Loch Arkaig errichten. Eine der wenigen, erhaltenen Beschreibungen bezeichnet Lochiels Sitz als „ein großes Haus, ganz aus Tannenholz gebaut, das schönste seiner Art in Großbritannien“. Sir Ewens Barde beschreibt das Haus irgendwann um 1663 in einem Lied als „Das großzügige Haus der Feste […] mit Pfeilern versehene Halle der Prinzen […], wo Wein frei in schimmernden Gläsern herumgeht […] Musik unter seinen Flößern widerhallt“. Andere porträtierten das alte Achnacarry Castle als „Heim der Männer“ mit dem Gefühl und dem Aussehen eines großen Jagdschlosses mitten in den West Highlands.
Nach dem Tod von Sir Ewen Anfang des 18. Jahrhunderts wurde sein Sohn, John Cameron of Lochiel, Clanchef. Bald danach übernahm dessen Sohn Donald Achnacarry Castle, als Lord Lochiel nach dem ersten Jakobitenaufstand ins Exil nach Flandern floh.
Von Donald Cameron of Lochiel („The Gentle Lochiel“), dem 19. Clanchef, ist die beste Beschreibung des Anwesens in Achnacarry überliefert. In seinem Ehevertrag wurde als Pflicht vermerkt, dass Lochiel seiner Gattin „ein Haus […] im Wert von mindestens 100 Pfund Sterling mit Gärten, Toiletten, Ländereien und anderen Annehmlichkeiten“ bauen müsse. Donald Cameron of Lochiel ließ gerade eine lange Reihe von Buchen an den Ufern des River Arkaig pflanzen, als die Nachricht von „Bonnie Prinz Charlies“ Landung 1745 eintraf. Es wurde dies die letzte Landschaftsgestaltung in Achnacarry Castle für die kommenden Jahre.
Nach der Niederlage der jakobitischen Armee in der Schlacht bei Culloden im April 1746 zogen sich die Clans in die schottischen Highlands zurück und Donald Cameron übernahm die Führung in ihrer Neugruppierung. Nachdem dieser letzte Versuch des Widerstandes scheiterte, flohen er und seine Leute in die Berge. Am 28. Mai 1746 beobachtete Donald Cameron, wie Männer von Blighs Regiment und eine unabhängige Gruppe von Munros unter der Führung von George Munro, 1. of Culcairn, Achnacarry Castle bis auf die Grundmauern niederbrannten. Viele geschätzte Reliquien und persönliche Besitztümer wurden vorher aus der Burg entfernt, aber das großartige, tannenholzbeplankte „alte“ Achnacarry Castle lag danach in Schutt und Asche.

## Neues Achnacarry Castle
1802 wurde Achnacarry Castle, das ungefähr 50 Jahre lang in Ruinen lang, unter Donald Cameron, 22. Chef des Clans Cameron, als Landhaus im Scottish Baronial Style wieder aufgebaut. Dennoch wird das New Achnacarry Castle immer noch als Burg bezeichnet. Donalds Gattin, Anne, geborene Abercromby, beauftragte James Gillespie als Architekten.
Achnacarry Castel wurde verschiedentlich vermietet, so beispielsweise im August 1928 an den jagdbegeisterten Henri Deterding, einen schwerreichen Erdölunternehmer (Royal Dutch Shell) und persönlichen Financier Hitlers und Francos. Anlässlich der dort abgehaltenen privaten Jagdgesellschaft wurde ein oligopolistisches Kartell von Jersey Standard (ExxonMobil), Anglo-Persian Oil Company (BP) und Shell festgelegt, das Achnacarry-Abkommen, welches unter dem Arbeitstitel pool association bald darauf 15 weitere marktbeherrschende US-amerikanische Erdölunternehmen einband und in den Jahren 1930 und 1934 erneut erweitert und kodifiziert wurde.

## Zweiter Weltkrieg

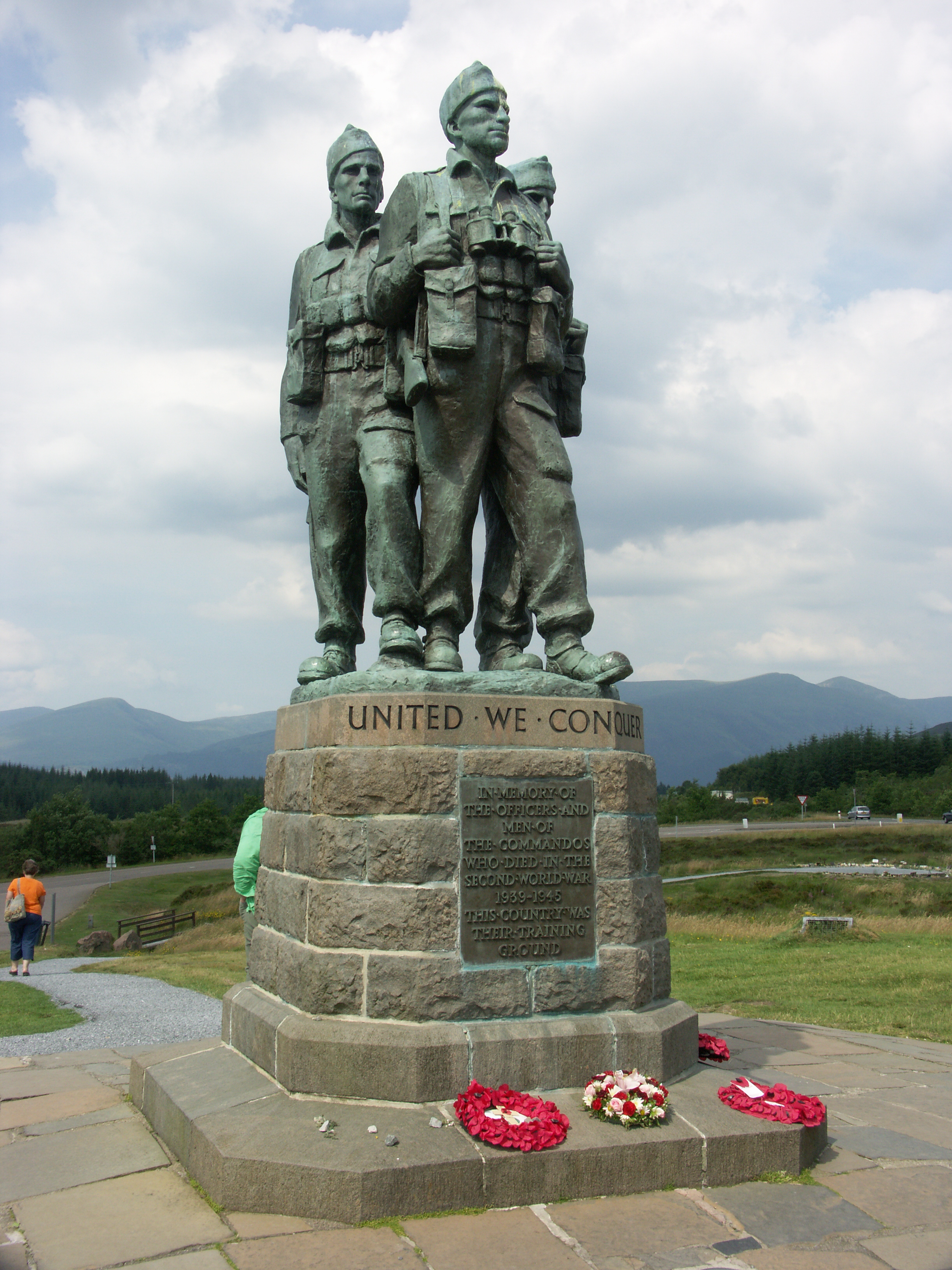
Commando Memorial

Das heutige Gebäude und das umgebende Anwesen erlangten als Commando Training Depot für die alliierten Streitkräfte vom März 1942 bis 1945 Berühmtheit. Britische Kommandos, United States Army Rangers und Kommandos aus Frankreich, den Niederlanden, Norwegen, der Tschechoslowakei, Polen und Belgien trainierten dort. Jeder der Trainingskurse gipfelte in einer Opposed-Landing-Übung um die Gegend des nahegelegenen Bunarkaig am Loch Lochy. Nachdem scharfe Munition benutzt wurde, gab es während der Trainings auch einige Todesfälle. Laut dem Daily Telegraph absolvierten in den vier Jahren, in denen das Trainingszentrum existierte, etwa 25.000 Kommandos ihr Training dort. Auch das Landhaus wurde durch Beschuss beschädigt. Verschiedene militärische Vereinigungen sponsern einen Commando March entweder jährlich oder von Zeit zu Zeit. Im Allgemeinen ist es ein Marsch auf Zeit in voller Kriegsbewaffnung, Rucksack und Militärstiefeln von Spean Bridge (dem Ort des Commando Memorials) zum Achnacarry Castle.